# Donatas Auškelis
Donatas Auškelis (ur. 21 września 1988) – litewski wioślarz. Reprezentant klubu Klaipėda IC. Podopieczny trenera Liudvikasa Mileški.

## Osiągnięcia
- Mistrzostwa Europy – Poznań 2007 – czwórka bez sternika wagi lekkiej – 9. miejsce[1].